# Kemet
| I6 | m | t · O49 |

| I6 | m | t · O49 |

| I6 | m | t · N23 |

| I6 | m | t · N23 |

Los egipcios llamaban a su país Kemet (la transliteración de km.t). Los egiptólogos europeos la tradujeron como "la tierra negra" o "Fértil barro del Nilo que prolonga la vida", por oposición al color ocre del desierto, que correspondía a aquella zona en la que las tierras eran fértiles por efecto de los limos negros depositados tras las crecidas anuales del río Nilo, arteria vital de la civilización del Antiguo Egipto.

## Los jeroglíficos
La palabra km.t está compuesta de los jeroglíficos siguientes:
| I6 |

| I6 |

| G17 |

| G17 |

| X1 |

| X1 |

| O49 |

| O49 |

| N23 |

| N23 |

Estos forman la palabra km.t que hace referencia a un lugar habitado, km designa el color negro y la t es el sufijo femenino. Etimológicamente hablando, km.t significaría, por tanto, un lugar denominado "la negra".
| d · S · r | t | G26A | N25 |

| d · S · r | t | G26A | N25 |

### Desheret
Otro factor contribuye a la definición de la palabra kemet, referida al término "la tierra negra", es su utilización antitética con la palabra (dšr.t) desheret, traducida como "la tierra roja", que designa el desierto y a los países extranjeros (por oposición a Egipto) y designa, también, las tierras áridas, por oposición a las tierras fértiles. Estas dos esencias o principios diversos y contrarios formarían un dualismo, tan esencial en el pensamiento de los antiguos egipcios. 
En la simbología egipcia, el rojo, asociado al dios Seth representaba la muerte o desolación, en tanto que el negro (y el verde), asociados al dios Osiris, representaban la regeneración.

## Acepciones de la palabraKemet
Los diccionarios referentes a jeroglíficos reconocen las diversas acepciones de la palabra km.t:
| I6 · t · O49 |

| I6 · t · O49 |

Existen otros términos que también se transcriben como kemet, pero su pronunciación y significado es, posiblemente, diferente al que se le da en Egipto. Algunas vocales se omiten en la escritura jeroglífica y son reemplazadas, convencionalmente, por e, creando de esta forma unos homónimos artificiales.
| km · t · mt | E1 | Z3 |

| km · t · mt | E1 | Z3 |

| km · t · W24 · Z1 |

| km · t · W24 · Z1 |

| km · t · F51 |

| km · t · F51 |

Una de las muchas palabras que los egipcios utilizaban durante la época de los Ptolomeos para designarse a sí mismos era km.tauy que los egiptólogos interpretan, etimológicamente, como los "habitantes de la tierra negra", de la misma manera que imn.tauy se forma a partir de imn.t, el oeste, y significa: "los del oeste", es decir, "los bienaventurados".

## Otras hipótesis

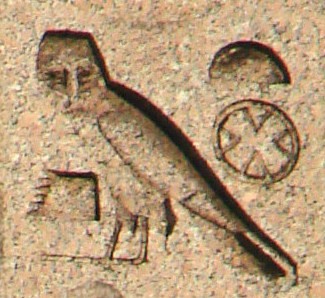
El nombre Kemet grabado en el obelisco de la época de Ramsés II, actualmente erigido en la Plaza de la Concordia, París, Francia.

### Afrocentrismo
Los egiptólogos afrocentristas, defensores del origen exclusivamente subsahariano de la lengua y de la civilización egipcia, dan a Kemet otro significado: "la tierra de los negros". Esta interpretación no es reconocida por la mayoría de la comunidad egiptológica.
El hecho de que se omita en la palabra km.tauy el signo determinante de lugar, hace pensar a los defensores de la causa afrocentrista que esta palabra designó a los habitantes negros. El científico senegalés Cheikh Anta Diop estableció mediante un método multidisciplinar que los egipcios antiguos, especialmente hasta el siglo VI a. C., eran inequívocamente negros y que su origen histórico se encontraba en la Baja Etiopía, y estableció relaciones entre Egipto y el resto del África Negra. Una de las bases de su teoría es el hecho de que en el idioma de los wólof la partícula djmt designa lo negro, incluido el color de la piel. Cheikh Anta Diop y Theophile Obenga sostuvieron estas tesis en el coloquio El asentamiento del Egipto antiguo y el descifrado de su escritura, celebrado en 1974 en El Cairo bajo el auspicio de la Unesco, para determinar el origen de la población del Antiguo Egipto.
La interpretación que algunos dan a kemet: "la tierra de los negros", también implicaría definir la Corona Blanca o corona hedyet, que formaba parte de la Corona egipcia (Pschent), como la "corona de los blancos" (en lugar de la corona blanca) dado que su nombre parte del mismo principio gramatical: (hḏ.t) hedyet.
Actualmente ningún diccionario de jeroglíficos escrito por egiptólogos reconoce o asocia ningún derivado de la palabra km.t que haga referencia al color negro de los habitantes de Egipto, tampoco hay referencias de que éstos utilizaran este término para denominar a sus vecinos. Teniendo en cuenta sin embargo, que Kemet hace también referencia a la tierra verde y altamente fértil y cultivable, vista la situación geográfica de Egipto y dado que Kemet era un término referido a otro lugar mucho más fértil, las evidencias de que Kemet podría referirse a otros territorios del continente africano más fértiles y con animales más propios de las zonas selváticas, húmedas y fértiles sabanas africanas es mucho más que probable.

### Relatos bíblicos
En el capítulo X del Génesis se menciona el origen, entre otros, de Egipto. Dos de los descendientes de Cam, hijo de Noé, fueron Mizraim y Patros. Uno pobló la zona del delta del Nilo, el otro, la tierra más cercana a las fuentes del Nilo: el nomo de Elefantina según la mitología egipcia. Los estudiosos seguidores de la Biblia establecen dos conclusiones; desde antiguo se conocía la dualidad del Bajo Egipto y el Alto Egipto y, dado que Cam es el padre de la raza negra, los originarios pobladores de Egipto lo debieron ser asimismo.